# Terra Nova River
Der Terra Nova River ist ein 140 km langer Fluss im zentralen Norden der Insel Neufundland in der kanadischen Provinz Neufundland und Labrador.

## Flusslauf
Der Terra Nova River hat sein Quellgebiet in der Middle Ridge Wildlife Reserve auf einer Höhe von etwa 210 m. Er fließt anfangs zirka 40 km in Richtung Nordnordost, dabei durchfließt er die beiden Seen Nanedock Lake und Dog Pond. Anschließend wendet sich der Fluss auf den folgenden 40 Kilometern nach Osten. Er durchfließt die Seen Lake St. John und Mollyguajeck Lake. Auf den unteren 60 Kilometern strömt der Terra Nova River nach Nordosten, dabei passiert er den Terra Nova Lake. Schließlich mündet der Terra Nova River südlich der Ortschaft Glovertown in den Middle Arm, eine Bucht, die sich zur Bonavista Bay hin öffnet, an der Nordküste von Neufundland. 4,8 km oberhalb der Mündung überquert der Trans-Canada Highway den Fluss. Südöstlich des Unterlaufs befindet sich der Terra-Nova-Nationalpark.

## Hydrologie
Der Terra Nova River entwässert ein Areal von 2000 km². Der mittlere Abfluss an der Mündung beträgt 50,3 m³/s. Die höchsten monatlichen Abflüsse treten im April und Mai mit im Mittel 112 bzw. 82,2 m³/s auf.

## Flussfauna
Im Fluss kommt der Atlantische Lachs vor. Dessen Bestand im Flusssystem gilt als „nicht gefährdet“. Außerdem kommen vermutlich folgende weitere Fischarten vor: Bachsaibling, Wandersaibling, Dreistachliger und Neunstachliger Stichling, Arktischer Stint, Amerikanischer Aal sowie das Meerneunauge.
Weitere typische Wasserbewohner sind Kanadischer Biber, Bisamratte und Nordamerikanischer Fischotter sowie Lithobates clamitans, eine auf der Insel Neufundland eingeschleppte Froschart.